# Girardot (Aragua)
Girardot é um município da Venezuela localizado no estado de Aragua.
A capital do município é a cidade de Maracay.